# Luka Vučko
Luka Vučko (Split, 11. travnja 1984.), hrvatski nogometaš.
Nogomet počinje igrati u podmlatku splitskog Hajduka. Prvi ga je u seniorsku momčad zajedno s još nekim mladim igračima postavio Blaž Slišković. Ubrzo je došao do mjesta među prvom jedanaestoricom, i do poziva u mladu reprezentaciju pod vodstvom Slavena Bilića. U zimu, za Hajduk mučne, sezone 2005./06., za pola milijuna eura otišao je u redove ruskog Saturna gdje je bio puno bolje plaćen, ali puno lošije tretiran. 

Nakon sjedenja na klupi i kasnijeg gubitka mjesta u mladoj reprezentaciji, gdje je nakratko bio i kapetan, vratio se u Hajduk pod vodstvom Zorana Vulića.
Tada mu je tamo igrao i stariji brat Jurica, no, zajedno su igrali tek jednu kup utakmicu s niželigaškom Mladosti iz Ždralova. Brat je ostao u Hajduku, daleko od prve momčadi, a Luka je opet na zimu promijenio adresu, nezadovoljan minutažom. Iako je prvo kolo igrao među prvih 11, ubrzo su se ispred njega probili Žilić i Gal. Nakon raskida ugovora kao pojačanje je otišao u redove Rijeke, gdje se na početku odmah ozlijedio, ali po povratku došao do mjesta standardnog prvotimca.
Statistika u Hajduku
| Natjecanje        | Nastupi | Zgoditci |
| ----------------- | ------- | -------- |
| Prvenstvo         | 39      | 2        |
| Kup               | 12      | 1        |
| Superkup          | 0       | 0        |
| Međunarodne       | 0       | 0        |
| Splitski podsavez | 0       | 0        |
| Ukupno            | 51      | 3        |
| Prijateljske      | 16      | 4        |
| Sveukupno         | 67      | 7        |